# Воля-Любитівська
Воля-Любитівська — село в Україні, у Колодяжненській сільській громаді Ковельського району Волинської області. Населення становить 397 осіб.

## Історія
У 1906 році село Вулька-Любитівська Любитівської волості Ковельського повіту Волинської губернії. Відстань від повітового міста 15 верст, від волості 3. Дворів 51, мешканців 361.

## Населення
Згідно з переписом УРСР 1989 року чисельність наявного населення села становила 379 осіб, з яких 164 чоловіки та 215 жінок.
За переписом населення України 2001 року в селі мешкало 397 осіб.

### Мова
Розподіл населення за рідною мовою за даними перепису 2001 року:
| Мова            | Кількість | Відсоток |
| --------------- | --------- | -------- |
| українська      | 392       | 98.74%   |
| російська       | 2         | 0.50%    |
| інші/не вказали | 3         | 0.76%    |
| Усього          | 397       | 100%     |

## Транспорт
Через північну частину села пролягає автошлях європейського значення E85, що з'єднує Егейське та Балтійське моря, у межах України траса має назву М19, ділянка Луцьк—Ковель.

## Пам'ятки
- Поштова станція, пам'ятка архітектури XIX століття.[6]